# Верхние Татышлы
Ве́рхние Татышлы́ (баш. Үрге Тәтешле) — село в Республике Башкортостан Российской Федерации. административный центр Татышлинского района и Верхнетатышлинского сельсовета.

## География
Расположено около реки Бармыш (бассейн Камы).

### Географическое положение
Расстояние до:
- Уфы: 237 км,
- ближайшей ж/д станции (Куеда): 25 км.

## История
Село основано на вотчинных землях башкир Кара-Таныпской волости Сибирской дороги по договору 1703 году о припуске удмуртами из деревни Те(а)тиш Осинской дороги под названием Татышлы.
В 1850 г. образовался выселок д. Уразгильды при Верхних Татышлах и история села тесно связана с жителями, которые жили с начала образования села с последующим переездом на выселок.
Также в 1850 г. образовалась д. Нижние Татышлы, первое упоминание в ревизских сказках:
- Ревизская сказка IX (1850 г.) с численностью 150 душ мужского пола и 145 душ женского пола;
- Ревизская сказки VII (1816 г.) с численностью 85 душ мужского пола и 83 души женского пола.

В 1859 г. образовалась д. Новые Татышлы, первое упоминание в ревизских сказках Х (1859 г.) с численностью 85 душ мужского пола и 107 душ женского пола.

## Население
| 1939 | 1959  | 1970  | 1979  | 1989  | 2002  | 2009  | 2010  | 2021  |
| ---- | ----- | ----- | ----- | ----- | ----- | ----- | ----- | ----- |
| 1778 | ↗2067 | ↗2668 | ↗3518 | ↗5131 | ↗6329 | ↘5453 | ↗6645 | ↗7291 |

### Национальный состав
Согласно переписи 2002 года, преобладающая национальность — башкиры (70.3 %).
Согласно переписи 2020 года, преобладающая национальность — башкиры (70,3 %), татары (14 %), русские (12,1 %).

### Историческая численность населения
Состав населения согласно ревизским сказкам:
- Ревизская сказка IX (1850 г.) — 269 душ мужского пола, 278 душ женского пола;
- Ревизская сказки VII(1816 г.) — 215 душ мужского пола, 227 душ женского пола;
- Ревизская сказка II (прим. 1743 г.) — 98 душ мужского пола;
- Ревизская сказка I (1722 г.) — нечитаемый текст.

## Экономика
Промышленность
- ООО "Татышлы-Молоко" (бывш. МУП «Татышлинский маслозавод»)
- ООО «Мегабит».

Банки
- Отделение Сбербанка России (№ 8598);
- Отделение «Россельхозбанка»;
- Росгосстрах Банк;
- Отделение УралСиб банка

Страхование
- (Учреждение закрыто) ООО «Росгосстрах». Татышлинский филиал.

Коммунальные службы
- МУП «Коммсервис»;
- МУП "Татышлинские электрические сети, жильё и благоустройство;
- (Учреждение закрыто) ООО «Татышлыэкосервис».

## Памятники
В Верхних Татышлах есть монумент посвящённой второй Великой Отечественной войне, по середине присутствует скульптурная композиция «Скорбящая мать» и памятные доски матерям, потерявшим 5 и более сыновей в Великой Отечественной войне 1941–1945 годов, также там есть вечный огонь, также возведены 4

Монумент Воинской славы участникам Великой Отечественной войны

бюста в честь героев-земляков  Советского Союза Татышлинского района, ещё присутствует памятные доски погибшим
войнам в  Великой Отечественной войне и  памятные гранитные плиты погибшим землякам — воинам- интернационалистам, защитникам Отечества на Северном Кавказе. Монумент был основан в 2001 году но потом его перенесли на улицу Центральную 10 мая 2009 года

## Социальная сфера

### Образование
Актуальный список на июнь 2025 года

Здание гимназии имени Гали Сокороя

Здание центра детского творчества

- МБОУ Гимназия имени Гали Сокороя (бывш. МБОУ «СОШ № 1».)
- МБОУ «СОШ № 2».
- (Учреждение закрыто) МБДОУ Детский сад № 3 «Солнышко»
- МБДОУ Детский сад № 4 «Берёзка».
- МБДОУ Детский сад № 6 «Радуга».
- Центр детского творчества.
- Детская школа искусств.
- Центральная библиотека.

### Здравоохранение

Здание Верхне-Татышлинской ЦРБ

- Татышлинская ЦРБ.

### Культура
- Татышлинский историко-краеведческий музей.
- Районный дворец культуры.

## Средства массовой информации
- Газета «Татышлинский вестник»

### Телевидение
Два цифровых мультиплекса (20 ТВ программ + 3 радио) РТРС
- Первый канал;
- Россия 1 / ГТРК Башкортостан;
- БСТ;
- Россия К.

### Радио
1. 70,7 МГц — Радио России (Чернушка);
2. 71,9 МГц — Радио России (Бураево);
3. 100,6 МГц — Радио Шансон (Чернушка);
4. 101,9 МГц — Пионер FM (Чернушка);
5. 102,4 МГц — Европа Плюс (Чернушка);
6. 103,0 МГц — Радио России (Пермь);
7. 103,5 МГц — Радио Рекорд (Чернушка);
8. 104,1 МГц — Радио Дача (Чернушка);
9. 104,6 МГц — Радио Болид (Чернушка — Пермь);
10. 106,1 МГц — Юлдаш (радиостанция) [ГУП ТРК Башкортостан] (Верхние Татышлы);

## Религия
Мечети
- Соборная мечеть;
- Мечеть Лилия;
- Мечеть Гульназ - памятник истории

Православные храмы
- Церковь Александра Невского